# Верона-Айленд (Мен)
Верона-Айленд (англ. Verona Island) — місто (англ. town) в США, в окрузі Генкок штату Мен. Населення — 507 осіб (2020).

## Демографія
Згідно з переписом 2010 року, у місті мешкали 544 особи в 238 домогосподарствах у складі 164 родин. Було 292 помешкання
Расовий склад населення:
| - 97,4 % — білих - 0,2 % — корінних американців |

До двох чи більше рас належало 2,4 %. Частка іспаномовних становила 0,4 % від усіх жителів.
За віковим діапазоном населення розподілялося таким чином: 17,5 % — особи молодші 18 років, 65,0 % — особи у віці 18—64 років, 17,5 % — особи у віці 65 років та старші. Медіана віку мешканця становила 47,3 року. На 100 осіб жіночої статі у місті припадало 98,5 чоловіків;  на 100 жінок у віці від 18 років та старших — 94,4 чоловіків також старших 18 років.
Середній дохід на одне домашнє господарство  становив 65 151 долар США (медіана — 52 083), а середній дохід на одну сім'ю — 68 959 доларів (медіана — 63 750). Медіана доходів становила 42 917 доларів для чоловіків та 38 015 доларів для жінок. За межею бідності перебувало 12,0 % осіб, у тому числі 11,4 % дітей у віці до 18 років та 12,8 % осіб у віці 65 років та старших.
Цивільне працевлаштоване населення становило 294 особи. Основні галузі зайнятості: освіта, охорона здоров'я та соціальна допомога — 33,3 %, науковці, спеціалісти, менеджери — 14,3 %, роздрібна торгівля — 12,6 %.